# Les Pontets
Les Pontets là một xã trong vùng hành chính Franche-Comté, thuộc tỉnh Doubs, quận Pontarlier, tổng Mouthe. Tọa độ địa lý của xã là 46° 43' vĩ độ bắc, 06° 10' kinh độ đông. Les Pontets nằm trên độ cao trung bình là 1009 mét trên mực nước biển, có điểm thấp nhất là 970 mét và điểm cao nhất là 1237 mét. Xã có diện tích 6.36 km², dân số vào thời điểm 1999 là 84 người; mật độ dân số là 13 người/km².

## Thông tin nhân khẩu
| 1962 | 1968 | 1975 | 1982 | 1990 | 1999 |
| ---- | ---- | ---- | ---- | ---- | ---- |
| 93   | 100  | 73   | 69   | 65   | 84   |

## Địa điểm tham quan
Nhà thờ giáo khu của Les Pontets được xây năm 1845.